# Liu Hongyu (Leichtathletin)
Liu Hongyu (chinesisch 刘宏宇, Pinyin Liú Hóngyǔ; * 11. Januar 1975 in der Provinz Liaoning) ist eine ehemalige chinesische Geherin. 
Liu stellte am 1. Mai 1995 in Peking mit 1:27:30 h einen Weltrekord im 20-km-Straßengehen auf.
Im 10-km-Straßengehen gewann sie 1998 die Asienspiele und wurde bei den Weltmeisterschaften 1995 Achte. Bei den Weltmeisterschaften 1997 wurde sie in 43:56,86 min Vierte im 10.000-Meter-Bahngehen.
Bei den Weltmeisterschaften 1999 wurde erstmals die Distanz von 20 km ausgetragen. Liu Hongyu gewann Gold in 1:30:50 h und lag zwei Sekunden vor ihrer Landsfrau Wang Yan. 2001 gewann sie bei den Ostasienspielen Gold über 20 km. 
Bei einer Körpergröße von 1,64 m betrug ihr Wettkampfgewicht 51 kg.

## Bestzeiten
- 10.000 m Bahngehen: 42:38,24 min (1995)
- 10 km Straßengehen: 41:45 min (1999)
- 20 km Straßengehen: 1:26:35 h (2001)